# Hyundai S-Coupe
O S-Coupé é um coupé compacto, fabricado pela Hyundai entre 1990 e 1995.

## História
Ao substituir o Pony, pelo Excel, em 1985, a Hyundai encarava um de seus maiores desafios àquela época; adentrar o mercado americano de automóveis com maior ênfase. Para tanto, precisava ter uma linha completa de produtos e o segmento de entrada não poderia ser deixado de lado. Portanto, após investir em modelos como o Sonata e o Excel (seu carro de entrada), cujas configurações (sedã, hatch) não cobriam todo o mercado, o S-Coupé foi lançado em 1990 para completar a lacuna do Pony Coupé. Trazia motor de origem Mitsubishi, 1.5L com quatro cilindros, desenvolvendo 115cv e oferecia transmissão automática ou manual. Foi vendido em diversos países, inclusive no Brasil e deu lugar ao Tiburon. Este é o meu carro de sonhos.